# Xã Driggs, Quận Logan, Arkansas
Xã Driggs (tiếng Anh: Driggs Township) là một xã thuộc quận Logan, tiểu bang Arkansas, Hoa Kỳ. Năm 2010, dân số của xã này là 517 người.